# 고스트 리콘: 브레이크 포인트
고스트 리콘: 브레이크 포인트(원제: 톰 클랜시의 고스트 리콘 브레이크포인트, Tom Clancy's Ghost Recon Breakpoint)는 유비소프트 파리가 개발하고 유비소프트가 배급한 온라인 전술 슈팅 비디오 게임이다. 이 게임은 2019년 10월 4일 마이크로소프트 윈도우, 플레이스테이션 4, 엑스박스 원용으로 전 세계에 출시되었으며 2019년 12월 18일 스테이디어용으로 출시되었다. 이 게임은 톰 클랜시의 고스트 리콘 프랜차이즈의 11번째 게임이며 2017년 비디오 게임 고스트 리콘: 와일드랜드의 후속작이다.
게임 배경은 태평양의 가공의 군도 오로아(Auroa)라는 이름의 오픈 월드 환경이다.

## 게임플레이
전작 와일드랜드처럼 브레이크포인트는 오픈 월드 환경을 배경으로 하는 전술 슈팅 게임이다. 3인칭 시점에서 플레이되며 조준 무기 사용을 위해 선택적 일인칭 뷰를 사용한다.

## 평가
고스트 리콘 브레이크포인트는 리뷰 애그리게이터 메타크리틱에 따르면 엇갈린 평가를 받았다. 이 게임은 미션 디자인, 캐릭터, 다이얼로그, 마이크로트랜잭션 부분에서 비판을 받으며 "전혀 감동적이지 않은", "비참한"으로 기술되었다.